# Kétszintes repülőgép

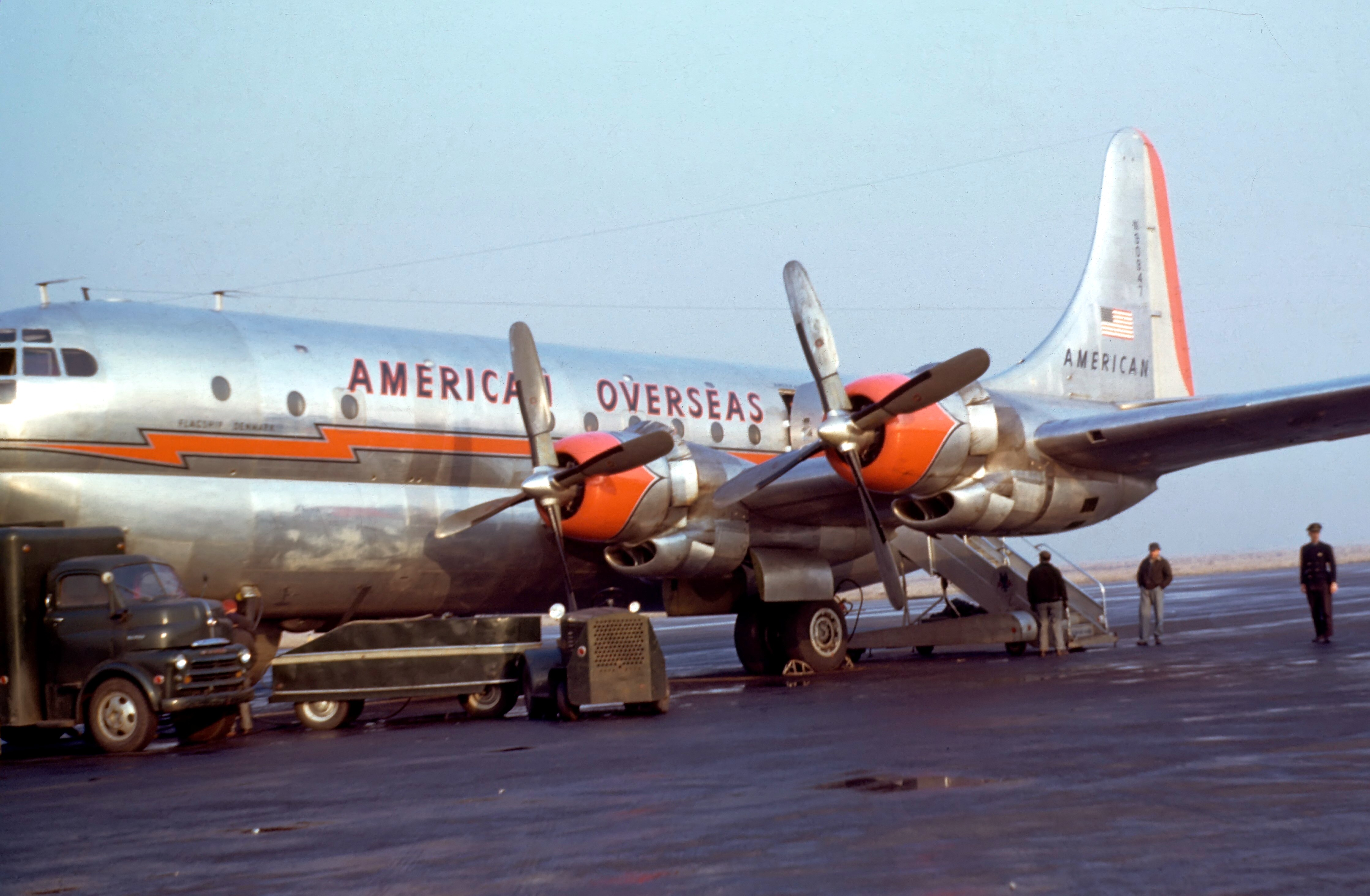
Az American Overseas "Flagship Denmark" becenevű Boeing 377 Stratocruiser repülőgépe

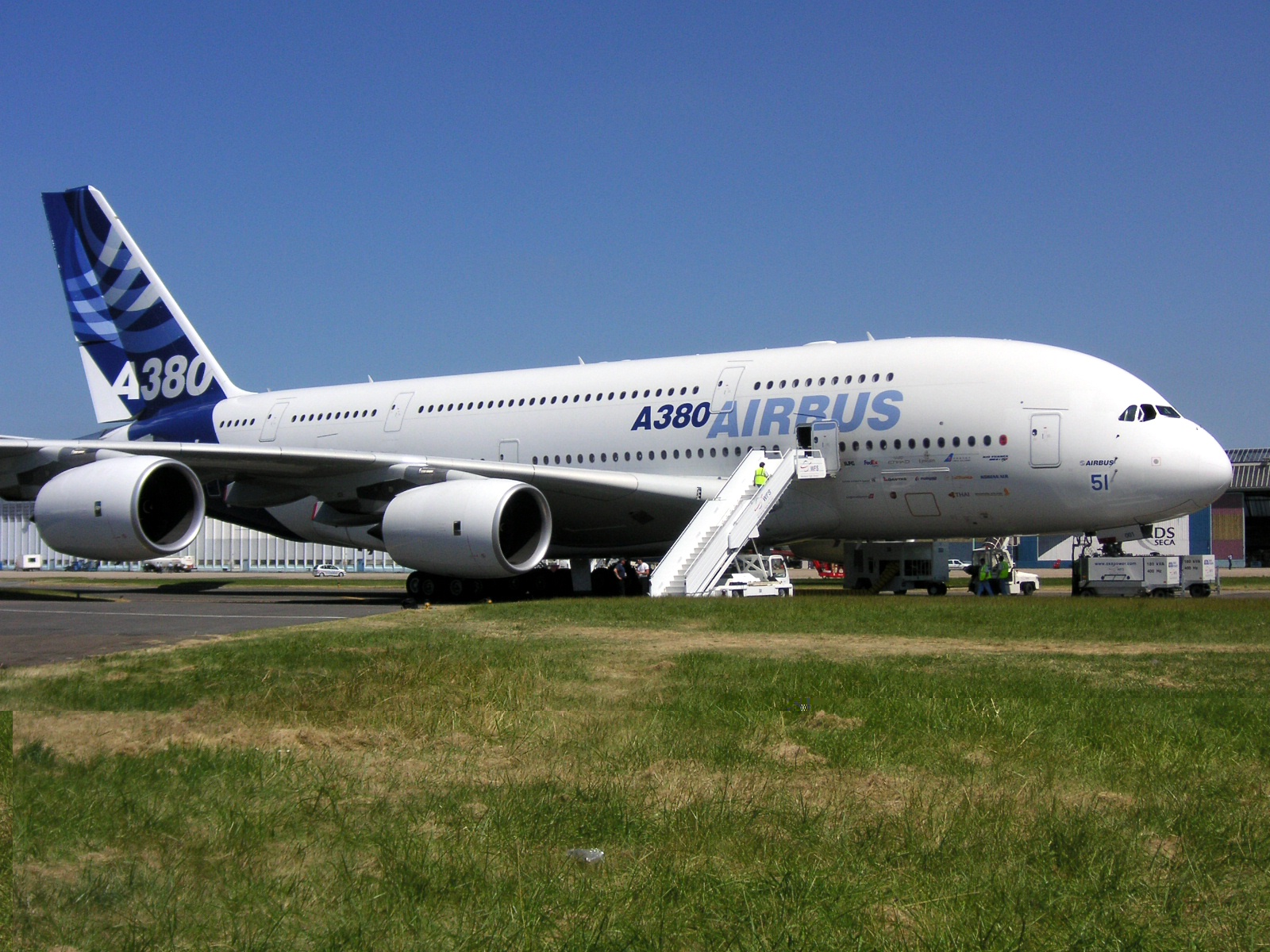
Az Airbus A380 a párizsi légibemutatón

A  kétszintes repülőgép két utasfedélzettel rendelkezik, a második fedélzet lehet részben kétszintes és a főfedélzet alatt vagy felett található. Szinte az összes kereskedelmi repülőgép egy utas és egy csomagtérrel, a poggyász és konténerek raktározására szolgáló fedélzettel rendelkezik, de csak kevés az utasoknak kialakított teljes egészében kétszintes repülőgép van. A legtöbb esetben a repülőgépek 1/3-a csomagtér.

## Történelem
Korábban sok kétszintes repülőcsónak volt, mint például a Boeing 314 Clipper és a Short Sandringham, a második világháború után pedig a Stratocruiser utasszállító repülőgép jelent meg, a részben kettős fedélzetű származéka a B–29 Superfortress volt. A repülőgép a légitársaságok körében népszerű lett a világ minden táján.
Az első kétszintes sugárhajtású utasszállító repülőgép a szélestörzsű Boeing 747-es volt, a felső szintje kisebb mint a főfedélzet. A Boeing eredetileg a 747-es púpos részében védelmi és kereskedelmi rakományt helyeztek volna el. A kis felső fedélzeten található a pilótafülke és néhány utas számára kialakított üléssor, a teherszállító változatban felnyitható orral, amely akadálymentes hozzáférést biztosít a raktér teljes hosszában.
A szélestörzsű Airbus A380, a törzs teljes hosszában kétszintes elrendezésű, ennek az alsó harmada a rakomány tárolására szolgál. Az első A380-800-ast a Singapore Airlines vette át ünnepélyes keretek között a franciaországi Toulouse-ban. A légitársaság 12 személyes luxus lakosztályt és két dupla ágyat alakított ki benne.

## Kétszintes repülőgépek listája
Kétszintes repülő csónakok
- Boeing 314 Clipper
- Dornier Do X
- Short Sandringham
- Short Empire

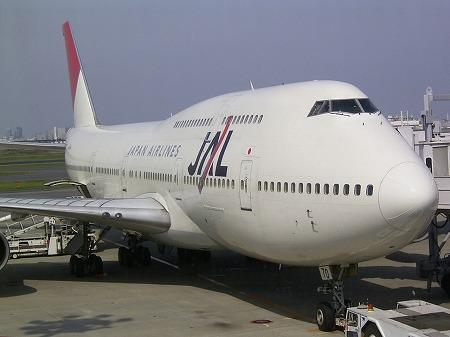
A JAL 747-ese a jellegzetes "púpos" felső fedélzettel

- Saunders-Roe Princess - nem állították szolgálatba

Részben kétszintes repülőgépek
- Airbus A330 és Airbus A340
  - Opcionálisan az alsó szinten a WC-vel és a személyzeti pihenővel
- Boeing 377 Stratocruiser
- Boeing 747
  - Boeing 747-400
  - Boeing 747-8
- Boeing 777
  - Opcionálisan az alsó szinten a WC-vel és konyhával
  - Opcionálisan a felső szinten a személyzeti pihenővel
- Il–86
  - Az alsó szinten a konyhával és csomagmegőrzővel
- Lockheed L–1011 TriStar
  - Az alsó szinten a raktérrel, konyhával és a hajózó személyzet pihenőjével
- Tu–114
  - Az alsó szinten a konyhával és a hajózó személyzet pihenőjével

Teljesen kétszintes repülőgépek
- Breguet 761, 763 és 765
- Airbus A380

Teherszállító repülőgépek külön utasfedélzettel
- An–225
- An–124
- Lockheed C-5 Galaxy
- Boeing C-97 Stratofreighter
- Douglas C–124 Globemaster II
- Short Belfast
- Lockheed R6V Constitution
- Blackburn Beverley - csomagtérrel amelyet katonák elhelyezésére is fel lehetne használni

Kétszintes teherszállító repülőgépek
- Aviation Traders Carvair
- Bristol Freighter
- Convair XC-99
- Douglas C–124 Globemaster II

## Lásd még
- Szélestörzsű repülőgép